# Șișești
Șișești (maďarsky Lacfalu) je obec v župě Maramureš, v severozápadním Rumunsku.
V roce 2002 měla obec 5479 obyvatel. Obec se nachází v centrální části župy Maramureš, jižně od Baia Sprie a 13 km východně od hlavního města župy Maramureš Baia Mare.
Obec se skládá ze sedmi vesnic:
- Bontăieni (maďarsky Pusztatelek)
- Cetățele (maďarsky Györkefalva)
- Dănești (maďarsky Bajfalu)
- Negreia (maďarsky Nyegrefalva)
- Plopiș (maďarsky Nyárfás),
- Șișești
- Șurdești (maďarsky Dióshalom)

## Historie
První písemná zmínka o Șișești, Dănești a o Șurdești pochází z roku 1411, o vesnicích Negreia a Bontăieni pochází z roku 1648 a existují svědectví o vesnici Plopiș z roku 1583.

## Pamětihodnosti
- Kostel archandělů Michaela a Gabriela (Șurdești), zapsán na seznam světového dědictví UNESCO.[3]
- Kostel archandělů Michaela a Gabriela (Plopiș), zapsán na seznam světového dědictví UNESCO.[3]